# Svenska mästerskapen i dressyr 1984
Svenska mästerskapen i dressyr 1984 avgjordes i Strömsholm. Tävlingen var den 34:e upplagan av Svenska mästerskapen i dressyr.

## Resultat
| Placering | Ryttare          | Häst             |
| --------- | ---------------- | ---------------- |
| 1         | Ingamay Bylund   | Aleks            |
| 2         | Ulla Håkansson   | Flyinge Flamingo |
| 3         | Louise Nathhorst | Inferno          |